# Il Messia e il re Davide
Il Messia e il re Davide è un episodio della vita di Gesù riferito dai Vangeli sinottici. 

## Racconto evangelico
Gesù chiede ai farisei di chi sarebbe stato figlio il messia ed essi rispondono che sarebbe stato figlio di Davide. Gesù allora chiede come mai si dice che il messia sarebbe stato figlio di Davide quando lo stesso Davide, nel Libro dei Salmi, lo chiama "il mio Signore"; pertanto, come può essere suo figlio?

## Interpretazione
La figura di Davide era molto importante nel giudaismo e alcuni passi dell'Antico Testamento riportano la promessa di Dio di assicurare alla discendenza di Davide una durata eterna. Il messia venne quindi associato dagli ebrei alla discendenza di Davide. Al tempo di Gesù, l'espressione "figlio di Davide" era molto usata dai rabbini per indicare il messia. Usando lo stile rabbinico dell’argomentare, Gesù cita il Salmo 110, in cui Davide chiama il messia "Signore", ponendo ai farisei una domanda che rimane senza risposta: se il messia è figlio di Davide, cioè suo discendente, perché lo stesso Davide lo definisce suo Signore, cioè superiore a lui? Gesù sottolinea che la messianicità non si riduce alla discendenza carnale da Davide, ma non spiega la natura della sua messianicità a gente che non vuole dargli credito. Per il giudaismo il messia rimaneva una creatura umana, mentre per il cristianesimo Gesù, pur avendo una dimensione storica ed essendo ancorato ad una discendenza, ha anche una natura divina, per cui può essere definito Signore.